# بروس ويلكيرسون
بروس ويلكيرسون (بالإنجليزية: Bruce Wilkerson)‏ هو لاعب كرة قدم أمريكية أمريكي، ولد في 28 يوليو 1964 في لودون في الولايات المتحدة.

## وصلات خارجية
- بروس ويلكيرسون على موقع مرجع كرة القدم المحترفة.كوم (الإنجليزية)